# Tanygnathus megalorynchos
Il pappagallo beccogrosso (Tanignathus megalorynchos (Boddaert, 1783)) è un uccello della famiglia Psittaculidae.